# Newton Hall (parish)
Newton Hall var en civil parish 1866–1955 när det uppgick i Bywell, i grevskapet Northumberland i England. Civil parish var belägen 5 km från Corbridge och hade 80 invånare år 1951. Den inkluderade inte byn Newton Hall.